# Зоська Верас
Зоська Ве́рас (біл. Зоська Верас, біл. лат. Zośka Wieras, лит. Zoska Veras, інші псевдоніми А. Войцикова, Мама, Мірко, Л. Савицька, Сіра Пташка, ім'я від народження Людвіка Сівіцька, у шлюбі Войцик; 30 вересня 1892, м. Меджибіж — 8 жовтня 1991, Вільнюс) — білоруська громадська діячка, редакторка та письменниця. Одна з чільних представниць руху білоруського національного відродження, під псевдонімом Мірко друкувалася в 1911 році в «Нашій Ниві», активна учасниця подій білоруської історії часів БНР. Авторка та упорядниця «Білорусько-польсько-російсько-латинського ботанічного словника» (1924), брошури «Історія вживання лікарських трав» (1934), книги віршів та оповідань для дітей «Колоски» (1985), перекладів білоруською мовою драматичних творів, видань своїх споминів тощо.

## Сім'я

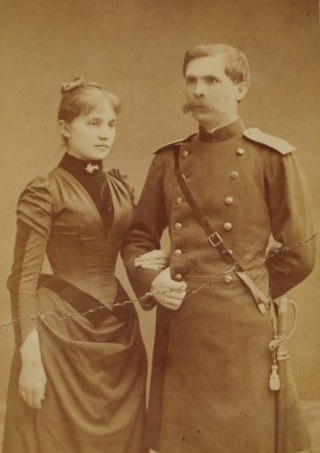
Емілія та Антон Сівіцькі, батьки

Народилася 30 вересня 1892 року в м. Меджибіж, нині Летичівський район, Хмельницька область, Україна (тоді Летичівський повіт, Подільська губернія, Російська імперія) у сім'ї військового Антона Сівіцького та Емілії Садовської, які походили з Городненщини, у 1892 році. Як і в багатьох інших шляхетських сім'ях, вдома розмовляли польською.
Історик Геннадій Кохановський зацікавився постаттю прадіда Людвіки Ігната Кулаковського, який ще в 1834 році у листі на ім'я російського міністра освіти писав про необхідність освіти для білоруського народу рос. «с учётом национальной самобытности здешних людей». Правнучка зберегла диплом про обрання дослідника білоруських старожитностей і педагога І. Кулаковського членом Наукового товариства у Данії. Він також був членом наукових товариств у Вільно, Варшаві, Петербурзі.
Дід Людвіки по материній лінії Людвік Садовський був знатним бортником та садівником, він навчався у Варшаві у К. Левицького, який пропагував конструкцію рамкового вулика-лежака, тому часто її називають його іменем. Людвік добре знав білоруську мову та послуговувався нею у розмовах з селянами.
Батько Людвіки, Антон Сівіцький, був родом із Городні, закінчив Городненську чоловічу гімназію, називав себе литовцем, він багато читав, любив поезію, його улюбленими поетами були Адам Міцкевич та Владислав Сирокомля.

## Біографія

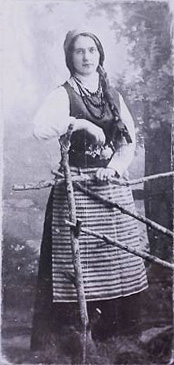
Зоська Вєрас у народному вбранні. 1913 рік

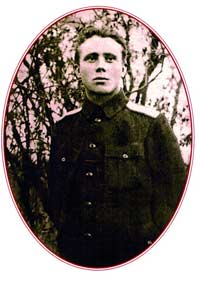
Фабіан Шантир

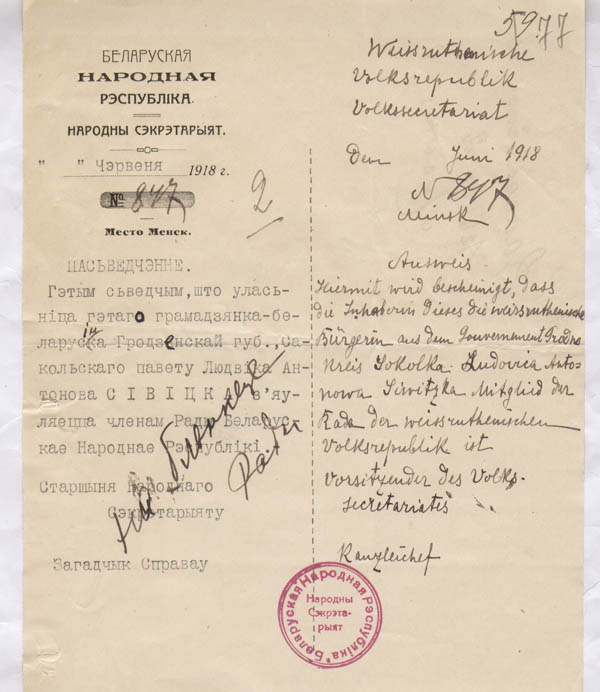
Посвідка члена Ради БНР на ім'я Людвіки Сівіцької

Початкову освіту, в тому числі і музичну, Зося отримала від батьків, а в 1904 році вступила у приватне торгове училище Л. Володкевича у Києві. У 1905 мешкала у Луцьку, на Волині. Після смерті батька у 1908 році разом з матір'ю переїхала у родовий маєток Вільховники (за іншими даними — маєток Криштопарова) Сокульського повіту. Закінчила приватну жіночу гімназію Катерини Барковської, яка розташовувалася у фортеці Стефана Баторія у Городні (1912), 10-місячні садівничо-городньо-бджолярські курси та 6-тижневі військові санітарні курси у Варшаві (1914).
З 1915 року мешкає в Мінську. Працювала секретаркою у Мінському відділі Білоруського товариства допомоги потерпілим від війни, Білоруському національному комітеті, в Центральній раді білоруських організацій, Білоруській соціалістичній громаді. У тому ж році познайомилася з Фабіаном Шантиром, який був на 5 років старшим від неї. У них зав'язалися романтичні відносини. Фабіан мешкав у Бобруйську, але часто навідувався у Мінськ. Він брав участь у роботі гуртка «Білоруська хатка» у 1916—1917 роках і був активним діячем громадського життя. Зоська також навідувала його у Бобруйську, навіть після арешту Фабіана, який стався у 1918 році, через що Шантир опинився у Бобруйській фортечній в'язниці. У своїх листах та згадках Зоська Вєрас називає Фабіана Шантира своїм чоловіком, але розписатися їм не вдалося. У листі до Ванди Левицької Зоська звинувачує у цьому Ромуальда Зямкевича, який, за її словами, звів наклеп на неї в очах Фабіана.
Наприкінці 1918 року Зоська Вєрас залишає Мінськ через хворобу матері та повертається до дідового маєтку — Вільховники. У 1919 році у Зоськи народився син Антон, його батько Фабіан Шантир був розстріляний у 1920 році. Фабіан Шантир став першою жертвою більшовицького терору як у білоруській політиці, так і в білоруській літературі. Мешкаючи у Вільховниках, Людвіка писала вірші, які найчастіше присвячувала малому синові. У 1922 році дідусь Людвіки помер, і маєток довелося продати.
В 1923 році у лісовому масиві на Панарських пагорбах під Вільно разом з Антоном Войциком Зоська побудувала простору хатину з гілок дерев, обмазаних глиною так, як це робили в Україні. У 1926 році Зоська Верас одружилася з Антоном Войциком, молодята повінчалися у Віленському костьолі Святого Миколая. 1 липня 1927 року народила дочку Галину Войцик, у шлюбі Луцкевич.
У 1924—1929 роках працювала адміністратором редакції газет Білоруської селянсько-робочої громади, у 1927—1931 роках — редактор дитячого часопису «Зіронька», для якого писала оповідання, а в 1934—1935 роках — дитячого часопису «Проліски», у 1928—1939 роках — голова Білоруського кооперативного товариства «Бджола», одночасно (1934—1938) — редактор бджолярського часопису «Білоруський вулик» (Вільно).
У 1946 році Антона Шантира арештували і він був засуджений. Ні мати, ні сестра не знали, де перебуває Антон та що з ним відбувається. Після того, як у 1944 році була зачинена Віленська білоруська гімназія, у 1945 році ліквідований Білоруський музей імені І. Луцькевича, а у 1948 році раптово помер чоловік, у житті письменниці настав важкий період, який пізніше вона назвала «летаргійним сном».
У 1956 році Антон неочікувано повернувся додому зі сталінських таборів, важко хворий: 10 років він був позбавлений права листуватися з матір'ю.
У 1961 році Зоська була заново «відкрита» Арсеном Лисом, який збирав у вільнюських архівах матеріал для своєї дисертації, після цього її почали відвідувати письменники, науковці, журналісти, студенти. Наприкінці 1980-х навколо Зоськи Вєрас гуртувалася білоруська інтелігенція Вільнюса. Стала членом Спілки письменників СРСР з 1982.
Померла у 1991 році, похована на Панарських могилках поруч з могилами матері, чоловіка та сина.

## Громадська діяльність

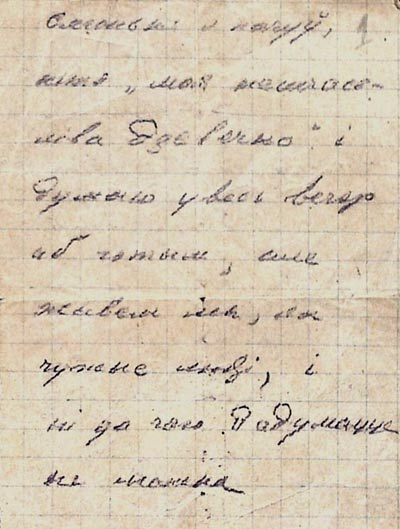
Записка Максима Богдановича Зосьці Вєрас, написана під час розваг молоді на вечорницях, Мінськ, 1917 рік.

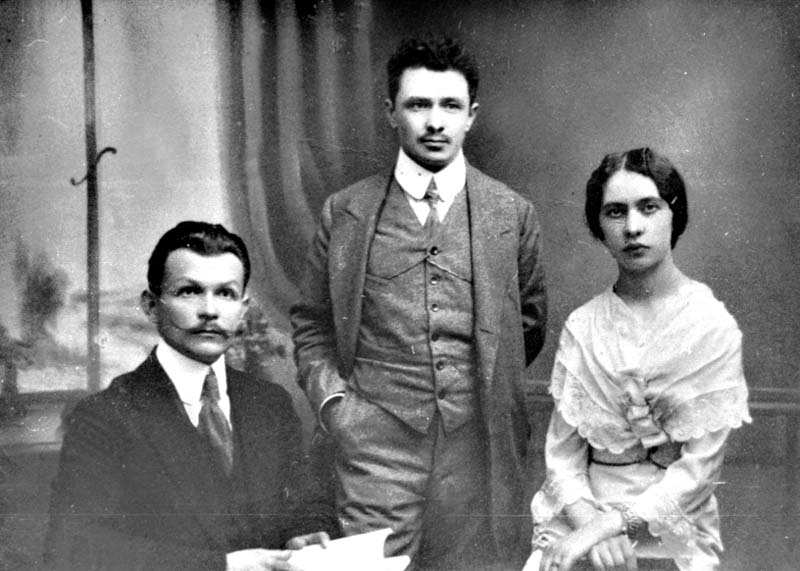
Гальяш Левчик, Зоська Верас, Ромуальд Зямкевич

Учасниця Городненського гуртка білоруської молоді (1909—1913), де працювала бібліотекарем та секретарем. Під час роботи у гуртку грала Пантурчиху у постановці п'єси «По ревізії» у лютому 1910 року, а в «Модному шляхтичеві» у лютому 1911 — Ганку. Показ останньої пройшов у неї на квартирі. Брала участь у виданні альманаху «Колос білоруської ниви» (Городня, 1913). Контактувала з газетою «Наша ніва», віленськими видавництвами, листувалася з Іваном Луцькевичем, Вацлавом Ластовським, О. Уласовим.
Під час Першої світової війни разом з матір'ю, Емілією Сівіцькою, евакуювалася у Мінськ. Співпрацювала з «Білоруською хаткою», де познайомилася з Ядвігіним Ш. і його дочкою В. Лавицькою, а також з Аркадієм Смоличем та Владиславом Голубком, заприятелювала з Максимом Богдановичем. У 1916—1917 роках працювала у Мінському відділі Білоруського товариства допомоги потерпілим від війни. У 1917 році Зоська Вєрас бере участь у Всебілоруському конгресі.
З 1923 року жила у Вільно. Опікувалася білоруськими політв'язнями, які сиділи у віленській в'язниці «Лукішки». Винесла з «Лукішок» вірші Михайла Машари та видала за свої кошти його першу збірку «Малюнки» (1928). Друкує свої твори у часописах «Шлях молоді», «Студентська думка», де виступає разом з Наталією Арсенєвою.
Зоська Вєрас листувалася з багатьма білоруськими громадськими діячами та літераторами: Віталієм Скалабаном, Янком Соломевичем, Данутою Бічель-Загнітавою, Зигмундом Абрамовичем, Ларисою Геніюш, Ольгою Іпатовою, Сергієм Понизником, Володимиром Содалем та іншими.
У «Лісовій хатці» бували письменники Володимир Короткевич, Ярослав Пархута, Григорій Бородулін, Лариса Геніюш, Д. Бічель-Загнітава, Олесь Бачила, художники Олексій Марачкін, Віктор Марковець, Євген Кулик, Микола Купава, В'ячеслав Целеш, А. Циркунов, вчені-літературознавці Адам Мальдіс, Янка Соломевич, Геннадій Кисельов, Віталій Скалабан.
Григорій Бородулін підкреслював непідробну цікавість Зоськи Вєрас до громадського життя протягом майже цілого століття такими рядками::
|  | Да часу маючы інтэрас, Не зачыняючы дзьвярэй, Гаворыць зь векам Зоська Верас, Як з братам, Што крыху старэй. |

У 1988 році Зоська Вєрас разом з зятем Левоном, сином Антона Луцкевича утворили спочатку клуб «Сябрына», а 4 лютого 1989 року було засновано Товариство білоруської культури у Литві.

## Творчість
Дебютувала у 1907 році в київському часописі «Підсніжник». Білоруською мовою виступала з «твориками» під псевдонімом Мірко у 1911 році у газеті «Наша ніва». Під час евакуації у Мінську Зоська Вєрас пише вірші, ліричні твори. Автор «Білорусько-польсько-російсько-латинського словника» (Вільнюс, 1924, оригінал зберігається у Нью-Йорку), брошури «Історія вживання лікарських трав» (1934), книги віршів і оповідань для дітей «Колоски» (1985). Написала спогади про М. Богдановича («П'ять місяців у Мінську»), У. Голубка, Ядвігіна Ш. та інш. Для дитячого театру з української мови переклала п'єси Р. Завадовича «Князь Марципан», Ю. Ігорова «Сирота» (Вільно, 1929), з російської — «Лісові хатки» Віталія Біанкі (Вільно, 1931).

### Ботанічна та бджолярська діяльність
Зоська Верас була рідкісною людиною, яка з метою збагачення білоруської науки займалася ботанікою. У своїй автобіографії вона відзначила, що зацікавлення ботанікою з'явилося ще у гімназії.
Після курсів «Городництва, садівництва та бджолярства», які Людвіка закінчила 1 липня 1914 року, вона отримала посвідчення «об'їздового інструктора». Практику вона проходила у свого діда, затятого садівника та бортника. Ще у 1912—1913 роках вона почала складати «Ботанічний травник», розміщуючи на першому місці назви рослин на білоруській мові. На батьківщині діда вона продовжувала і далі записувати назви рослин.
Під час роботи секретарем у «Комітеті Товариства допомоги учасникам війни», їй було доручено організувати вирощування капусти досить далеко від Мінська. Вона обрахувала кількість необхідної розсади, насіння, добрив, але, коли виїхала на місце, виявилося, що ґрунт там глинистий, води там немає і капуста там не виросте. На цьому «Капустяні проекти Олександра Власова», як вона їх називала, були згорнуті.
Зоська читала лекції на 45-денних курсах городництва та бджолярства для біженців з дозволу Міністерства Землеробства. У 1918 році повернулася у Вільховники, де прожила п'ять років. Там вона працювала над ботанічним словником, а разом з українським агрономом Михайлом Боровським над книгою «Медоносні рослини».
Навколо хатини Зоськи Вєрас у Вільно ріс багатий ботанічний сад, який мав багату колекцію рослин, зібраних Людвікою, там також була оранжерея з теплицею. Там росли унікальні види квітів, дерев, папороті, китайські, японські, голландські троянди, цитрини, лавр, горіхи. Квітами займалася Галина — дочка господині, а в теплиці працював Ярослав, син Галини, та Лев, її чоловік.
У 1924 році видала «Білорусько-польсько-російсько-латинський словник». У словник увійшли 302 рослини, які мали 424 білоруські назви. Це був перший білоруський словник такого типу. З 1928 року займає посаду голови Білоруського кооперативного товариства «Бджола». У 1935 році товариство «Бджола» організувало заочні курси по збору медоносно-лікарських та лікарських трав. Ці курси вона готувала вдвох зі студентом-медиком В. Тумашем.
Також для «Світанку», а потім і для «Проліска», письменниця писала науково-популярні статті на тему природи.
Свої статті про сільське господарство, бджолярство то городництво друкувала також в газетах «Білоруська нива» та «Народна справа», а поради на ці теми у Віленських білоруських відривних календарях, які вона видавала з 1926 до 1939 року.
Маючи великий авторитет в осередку художників, вона запрошувала їх до себе у сад замальовувати рослини і різні періоди вегетації, збирала та сушила трави, розфасовувала у скляні банки. Так вона порадила створити залу народної медицини у Гудевичах і сама робила експонати для відділу лікарських рослин Гудевицького шкільного музею. Одночасно створила рецепт збору трав. Її друг по Гродненському гуртку з Америки вислав книгу про лікарські рослини, і в свої 98 років вона ночами робили переклад цієї книги на білоруську мову.
Володимир Короткевич, звертаючись до Зоськи Вєрас у листуванні, називав її «шановний наш ботанічний бог»..
Онук Зоськи Вєрас, В'ячеслав Войцик, став ботаніком та природознавцем.

## Вшанування пам'яті

Людвіка Сівіцька у віці п'яти років

Зосьці Вєрас присвятили вірші В. Шніп, Григорій Бородулін, С. Понизник, Людмила Рублівська, вона ж разом з істориком Віталієм Скалабаном написала поему «Людвіка та Фабіан», присвячену коханню Людвіки та Фабіана Шантира.
Зосьці Вєрас присвячений фільм, знятий на «Білорусьфільмі». Галина Войцик написала книгу «Зоська Вєрас», що вийшла у 2002 році.
Лариса Геніюш писала:
|  | Вільня, Вільня, наша Мекка, вера, Каліноўскага святая кроў. Там жыве, бы ў казцы, Зоська Верас ля высокіх віленскіх муроў... |

Портрет Зоськи Вєрас написав А. З. Кривенко та вилив М. Л. Нестяревський. Іван Протасіня написав картину «Максим Богданович і Зоська Вєрас у Мінську. 1916 рік».
Екслібрис для Зоськи Вєрас створив В'ячка Целеш.
У 2013 році у книжковій серії «Городнеська Бібліотека» вийшла книга «Зоська Вєрас. Я пам'ятаю все». У книзі надруковані спогади Зоськи Вєрас, її приватна кореспонденція, світлини. Вперше опубліковані 367 листів, датованих 1967—1989 роками. Листи та спогади друзів, опрацював та уклав Михась Скобла.